# سفيان بن عمرو العقيلي
سفيان بن عمرو العقيلي هو والٍ أموي على إقليم اليمامة خلال الفترة الممتدة ما بين 96 هـ إلى 99 هـ.

## حكم اليمامة
تولى سفيان بن عمرو ولاية اليمامة خلال عهد سليمان بن عبدالملك، وفي عهده ثار مسعود بن أبي زينب على رأس الزينبية الخوارج فخرج إليه سفيان فاقتتلوا بالخضرمة قتالا شديدا، فقتل مسعود، وقام بأمر الخوارج بعده هلال بن مدلج، فقاتلهم يومه كلّه، فلما أمسى تفرّق عنه أصحابه، وبقى في نفر يسير، فدخل قصرا فتحصّن به، فنصبوا عليه السلاليم، وصعدوا إليه فقتلوه.

## الشعر
قال الفرزدق في مدح سفيان بن عمرو العقيلي: 
كما امتدحه جرير في يوم سعيد ومسعود ابني أبى زينب الخارجيين من أهل هجر قائلًا: 